# خط ۴ متروی تبریز
خط ۴ متروی تبریز یکی از مسیرهای قطارشهری سیستم متروی تبریز است که به صورت تراموا خواهد بود. این مسیر به طول ۱۵٫۴ کیلومتر شامل ۱۸ ایستگاه به شکل حلقوی از میدان آذربایجان شروع می‌شود و بعد از طی مسیر میدان جهاد و چهارراه آبرسان از طریق بزرگراه کمربندی تبریز به بزرگراه پاسداران می‌رسد. این خط سه خط دیگر را به هم ارتباط می‌دهد.

## ایستگاه‌ها
خط ۴ متروی تبریز جمعاً ۱۸ ایستگاه دارد که به قرار زیر است:
| شماره | نام                     | موقیت                          | وضعیت   | شروع به کار |
| ----- | ----------------------- | ------------------------------ | ------- | ----------- |
| ۱     | ایستگاه میدان آذربایجان |                                | غیرفعال | نامعلوم     |
| ۲     | ایستگاه سرداران فاتح    |                                | غیرفعال | نامعلوم     |
| ۳     | ایستگاه علامه جعفری     |                                | غیرفعال | نامعلوم     |
| ۴     | ایستگاه بهار            |                                | غیرفعال | نامعلوم     |
| ۵     | ایستگاه آخونی           |                                | غیرفعال | نامعلوم     |
| ۶     | ایستگاه جهاد            |                                | غیرفعال | نامعلوم     |
| ۷     | ایستگاه لاله            | چهارراه لاله                   | غیرفعال | نامعلوم     |
| ۸     | ایستگاه ابوذر           |                                | غیرفعال | نامعلوم     |
| ۹     | ایستگاه ابوریحان        |                                | غیرفعال | نامعلوم     |
| ۱۰    | ایستگاه شریعتی          |                                | غیرفعال | نامعلوم     |
| ۱۱    | ایستگاه پست تبریز       |                                | غیرفعال | نامعلوم     |
| ۱۲    | ایستگاه حافظ            |                                | غیرفعال | نامعلوم     |
| ۱۳    | ایستگاه مارالان         |                                | غیرفعال | نامعلوم     |
| ۱۴    | ایستگاه آبرسان          | خیابان امام خمینی، کوچه کلانتر | غیرفعال | نامعلوم     |
| ۱۵    | ایستگاه بیلانکوه        |                                | غیرفعال | نامعلوم     |
| ۱۶    | ایستگاه باغمیشه         |                                | غیرفعال | نامعلوم     |
| ۱۷    | ایستگاه شهید رجایی      |                                | غیرفعال | نامعلوم     |
| ۱۸    | ایستگاه پاسداران        |                                | غیرفعال | نامعلوم     |